# 艾迪·加西亞

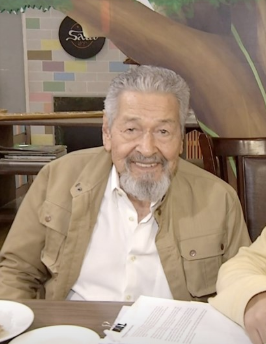
艾迪·加西亞

艾迪·加西亞 (1929年5月2日 - 2019年6月21日）是菲律宾演员和电影制片人。   60多年來他一共出演了近700部电影和電視劇，是菲律宾电影和電視劇中出演次数最多的演员。 截至2025年，他也是唯一一位获得亞洲電影大獎最佳男主角的菲律宾人。 2019年6月8日，加西亚在拍摄电视连续剧时被电缆绊倒，头部撞到人行道上，随后送醫，最終身亡。其死後遺體被火化。